# مایرسویل (میسیسیپی)
مایرسویل (به انگلیسی: Mayersville) شهرکی در ایالت میسیسیپی کشور ایالات متحده آمریکا است که جمعیت آن در سرشماری سال ۲۰۱۰ میلادی، ۵۴۷ نفر بوده‌است.